# Aléxandros Papadiamandis
Aléxandros Papadiamandis (en grec: Ἀλέξανδρος Παπαδιαμάντης) (Escíatos, 4 de març de 1851 — 3 de gener de 1911) fou un escriptor grec, un dels narradors més importants de la Grècia moderna. Va publicar diverses novel·les i un gran nombre de narracions. La novel·la breu L'assassina és considerada la seva obra mestra, ha estat traduïda al català per Raül Garrigasait.